# Freiriz
Freiriz is een plaats (freguesia) in de Portugese gemeente Vila Verde en telt 1 142 inwoners (2001).